# Mošeja Bou Dželud
Mošeja Bou Dželud (arabsko جامع بوجلود) je zgodovinska mošeja iz obdobja Almohadov v nekdanji kazbi Bou Dželud, ki je blizu mesta Bab Bou Dželud v Fesu v Maroku.

## Zgodovina
Mošejo je ustanovil almohadski kalif Abu Jusuf Jakub al-Mansur, ki je vladal med letoma 1184 in 1199 n. št. (Čeprav drug avtor pripisuje ustanovitev mošeje Mohamedu al-Nasirju med letoma 1199 in 1214.:127) Zaradi tega je eden najstarejših spomenikov v mestu in ena redkih almohadskih mošej v Fesu. Takrat je al-Mansur ukazal obnovo utrdb v Fesu, potem ko jih je po letu 1145 uničil njegov predhodnik Abd al-Mumin, čeprav je bila obnova končana šele pod njegovim naslednikom Mohamedom al-Nasirjem.:36 Mošeja je bila ustanovljena na mestu nekdanje Almoravidske kazbe (citadele) na zahodnem obrobju Fesa, na planoti nad ostalim delom mesta. Pod Mohamedom al-Nasirjem je bila ta kazba, znana kot Kazbah Bou Dželud, obnovljena in mošeja je postala njen del, ki je služila kot glavna mošeja citadele.
Kljub uničenju pod Abd al-Muminom je Fes doživel obdobje blaginje in rasti pod stabilnostjo Almohadov. V času Al-Mansurjeve vladavine se je mesto že razširilo proti zahodu do tega območja. Ta najbolj zahodna okrožja so bila precej oddaljena od glavnih petkovih mošej v središču mesta (tj. al-Karauin in mošeja Andaluzijcev). Tako je bil del motivacije pri ustanovitvi te nove mošeje morda ta, da se zagotovi petkova mošeja (v kateri je potekala kutba ali petkova pridiga, pomembna verska služba) bližje zahodnim soseskam mesta in garnizijam Almohadov. Mošeja Bou Dželud je bila tako šele tretja petkova mošeja, ki je bila takrat zgrajena v Fesu. (Pozneje se je v Maroku bolj uveljavila tradicija gradnje petkove mošeje za vsako sosesko in število petkovih mošej v Fesu se je znatno pomnožilo.)
Leta 1248 so Marinidi pod svojim voditeljem Abu Jahjem zavzeli Fes od Almohadov. Abu Jahja je bil odgovoren za gradnjo sedanjega minareta mošeje Bou Dželud, kar potrjuje temeljni napis. (To je pravzaprav prvi napis o ustanovitvi Marinidov na spomeniku.) Rodbina Vatasid (konec 15. do sredina 16. stoletja) je kasneje obnovila mošejo in jo nekoliko razširila na zahodni strani. V 19. stoletju, pod alavitskimi sultani, so minaret popravili in dodatno povišali, medtem ko so bila vhodna vrata predelana v sedanjem slogu. Poleg drugih manjših popravil in sprememb skozi stoletja je mošeja na splošno ohranila svojo zasnovo Almohadov.

## Arhitektura
Mošeja ima podobne značilnosti kot večina srednjeveških maroških mošej. Večinoma je zidana z opeko, prekrita z belim opažem. Notranjost mošeje je hipostilna dvorana z več vrstami podkvastih lokov, med katerimi potekajo hodniki ali 'ladje'. Najjužnejši prehod dvorane, ki poteka vzdolž stene kible (tj. stene, proti kateri so poravnane molitve), je širši od ostalih. Dvorana je ovita okoli kvadratnega dvorišča (sahn) z vodnjakom v središču. V pravokotnem tlorisu prvotne mošeje so bili trije prehodi in vrste obokov na zahodu, vzhodu in jugu dvorišča, medtem ko je bil na severni strani en sam prehod, ki je tvoril galerijo. Širitev v dobi Vatasidov pa je dodala nepravilen štirikoten podaljšek na zahodu s poševno zunanjo steno, zaradi česar je današnji tloris asimetričen. Na južni steni molilnice je mihrab (niša, ki simbolizira smer molitve) poravnan z osrednjo osjo dvorišča. Prvotni vhod v mošejo je bil verjetno na tej isti osi, na nasprotni severni strani mošeje; vendar se zdi, da je bil na tem mestu zgrajen minaret iz obdobja Marinidov, ki je blokiral prvotni vhod, drugi vhodi pa so bili namesto tega odprti na zahodu in vzhodu. Na obeh straneh mihraba so vrata, ki vodijo do majhnega prizidka za mošejo, ki je morda služil kot shramba za minbar (mošejsko prižnico) in kot imamova soba.
Dekoracija mošeje je razmeroma stroga, kot pri mnogih almohadskih mošejah. Tako mihrab kot minbar sta bila predelana po obdobju Almohadov. Mihrab ima nekaj izrezljanega okrasja in običajno majhno kupolo muqarnas, ki kipi v njegovi niši. Oboki mošeje so v obliki podkve, toda oboki na vogalih dvorišča so večločni in imajo bolj koničast splošni profil, značilnost, značilno za Almohadsko zasnovo. Vhodni portali mošeje so danes okrašeni z rezbarijami iz štukature in lesenimi nadstreški, ki izvirajo iz alavitskega obdobja. Minaret je okrašen z večločnimi slepimi loki okoli oken.